# Половец, Александр Борисович
Александр Борисович Половец (род. 12 июля 1935, Москва) — советский, а позднее американский издатель, писатель, публицист и общественный деятель. Основатель и с 1980 по 2000 год главный редактор еженедельного альманаха «Панорама» (Лос-Анджелес).

## Биография
Александр Половец родился в Москве, недалеко от Красных Ворот. Окончил Московский полиграфический институт, в дальнейшем работал в издательском деле. Сотрудничал в системе Комитета по делам изобретений и открытий при Совете Министров СССР. Главный технолог, первый заместитель директора предприятия «Патент» по руководству его 24 филиалами в республиках СССР.
Уволился по собственному желанию, протестуя против антисемитской компании, инициированной Председателем Комитета партийного контроля КПСС А.Я. Пельше, по настоянию которого был освобожден от работы генеральный директор предприятия «Патент» М. Каган . Активно участвовал в изготовлении и распространении самиздатской литературы, познакомился и поддерживал связи с рядом оппозиционных режиму деятелей литературы и искусства .
В 1976 году эмигрировал в США с 12-летним сыном и матерью. Подрабатывал фотографом, но мечтал продолжить издательскую карьеру. Уже в 1977 году основал в Калифорнии издательство «Альманах», выпускал малоформатную газету «Обозрение», справочник «Калифорния: Предприятия и организации, где говорят по-русски». В «Альманахе» были изданы, среди прочего, двухтомная русско-английская антология русских анекдотов «Недозволенный смех», «Центральный Дом Литераторов» Льва Халифа (первое издание, по нелегально вывезенной из рукописи), «Русская кухня в изгнании» П. Вайля и А. Гениса. С 1978 года Половец издавал русскоязычное приложение к англоязычной газете еврейской общины Лос-Анджелеса, мгновенно ставшее популярным, а с 1980 года начала выходить уже отдельная русская газета «Панорама», ставший крупнейшим независимым русскоязычным еженедельником за пределами СССР.
«Панорама» была газетой, базирующейся на авторских материалах. В газете печатались ведущие советские писатели из числа тех, кому был разрешён выезд в США, а также известные беллетристы-эмигранты. Среди авторов, публиковавшихся в «Панораме» — Василий Аксёнов, Анатолий Гладилин, Сергей Довлатов (которому Половец специально заказал повесть «Иностранка», изданную отдельным тиражом), Евгений Евтушенко, Вячеслав Вс. Иванов, Владимир Кунин, Эфраим Севела, Саша Соколов и другие. В связи с наметившимся в 1990-е годы переломом тенденции в СМИ русскоязычной диаспоры, ставших всё чаще заполнять свои страницы «пиратскими» перепечатками из российской прессы, в 1998 году Половец выступил на конгрессе зарубежной русской периодики с призывом противостоять этим изменениям, но большинство его коллег не разделило эту позицию.
В восьмидесятые годы Половец участвовал в создании корпорации Media Analysis Foundation, был её вице-президентом, с 2009 года — президентом. С 1991 года Половец — президент благотворительного Американского культурного фонда Булата Окуджавы. Фонд занимается сбором денег и покупкой оборудования для музея Окуджавы в Переделкине, проводит фестивали и концерты, вручает литературные премии. В 1999 году Половец был включён изданием Jewish Journal в список «100 самых влиятельных евреев Лос-Анджелеса».

## Семья
- Мать — Дина Абрамовна Половец, адресат стихотворения Окуджавы «Звезда Голливуда».
- Жена — с 1960 года — Ольга Иосифовна Самойлович (трагически погибла в 1969-м году).
- Сын — Станислав, род. в 1963 году. Окончил в Лос-Анджелесе школу, а затем — Стэнфордский университет. В конце 90-х основал в Москве благотворительную организацию — Фонд «Внимание» для помощи детям, страдающим комплексом гиперактивности и недостаточностью внимания. Руководитель благотворительного фонда «Генезис», член совета попечителей Стэнфордского университета, Гуверовского института, советов директоров ряда энергетических и ПР-корпораций[5].